# Repa
Repa (znanstveno ime Brassica rapa) izvira iz severnega dela srednje Evrope in so jo že zelo zgodaj kultivirali. Ima modro sive liste, ki objemajo steblo in rumene cvetove v rahlih grozdih. Plodovi so luski.

## Gojenje repe
Gojijo več vrst repe v dveh oblikovnih skupinah. Lahko je podolgovate oblike ali okrogle oblike. Po barvi pa bele barve, rumene barve in svetlo rjave barve. 
Najpomembnejši vrsti sta poletna in strniščna repa. Repa ima prijeten ostro sladkast okus in značilno vlaknasto meso. Repa vsebuje veliko balastnih snovi in beljakovine, maščobo, ogljikove hidrate, elemente v sledeh, natrij, kalij, fosfor, magnezij, železo, vitamine B1, B2, C in folne kisline. Sveža mlada repa se lahko uporablja od meseca julija do septembra, kot kisla repa pa vse leto.

## Repa v Sloveniji
V Sloveniji je zelo priljubljena povrtnina, največkrat jo pripravljajo kot kislo repo, ki je nepogrešljiva v zimskih jedilnikih. 